# John Webber (Musiker)
John Webber (* 1965 in St. Louis) ist ein US-amerikanischer Jazzmusiker (Kontrabass).

## Leben und Wirken
Webber verbrachte seine Jugendzeit in Wheaton (Illinois); in dieser Zeit spielte er E-Bass, bevor er mit fünfzehn auch Kontrabass lernte. Während seiner Zeit auf der Highschool hatte er Gigs in Chicago. Nach dem College an der Northern Illinois University wechselte er zur Roosevelt University. In dieser Zeit arbeitete er mit Von Freeman und trat im Club Jazz Showcase mit Jazzgrößen wie Tommy Flanagan, Eddie Harris, James Moody und Ira Sullivan auf.
1987 zog Webber nach New York und spielte zunächst bei Bill Hardman und Junior Cook (You Leave Me Breathless), Ende der 1980er-Jahre in der Band von John Marshall und Tardo Hammer, mit der erste Aufnahmen entstanden (Bopera House, VSOP Records, 1988). In den folgenden Jahren arbeitete er mit Rich Willey, Eric Alexander, Peter Bernstein, Rob Mazurek, Michael Weiss, Jim Rotondi, Jimmy Cobb, Ryan Kisor, Ernie Andrews, Hank Jones; außerdem wirkte er bei Sessions im Jazzclub Smoke von George Coleman, Jerry Weldon, Harold Mabern  und Joe Farnsworth (2008) mit und begleitete die Vokalistinnen Etta Jones und LaVerne Butler bei Plattenaufnahmen.
Unter eigenem Namen spielte Webber 2014 das Album Down for the Count ein, an dem George Coleman, Harold Mabern, Nat Reeves und Joe Farnsworth mitwirkten. Im Bereich des Jazz war er zwischen 1988 und 2015 an 133 Aufnahmesessions beteiligt, u. a. auch mit Joey DeFrancesco, Von Freeman, Wycliffe Gordon, David Hazeltine, Mike LeDonne, Junior Mance, Cecil Payne, Horace Silver, Joe Temperley, Dan Nimmer und Mihoko Uemura.